# Карлус Антоніу Ґомес
Карлус Антоніу Ґомес (порт. Carlos Gomes; 1836—1896) — бразильський композитор, один з яскравих представників романтизму.

## Біографія
Карлус Антоніу Ґомес народився 11 липня 1839 року в бразильському місті Кампінас.

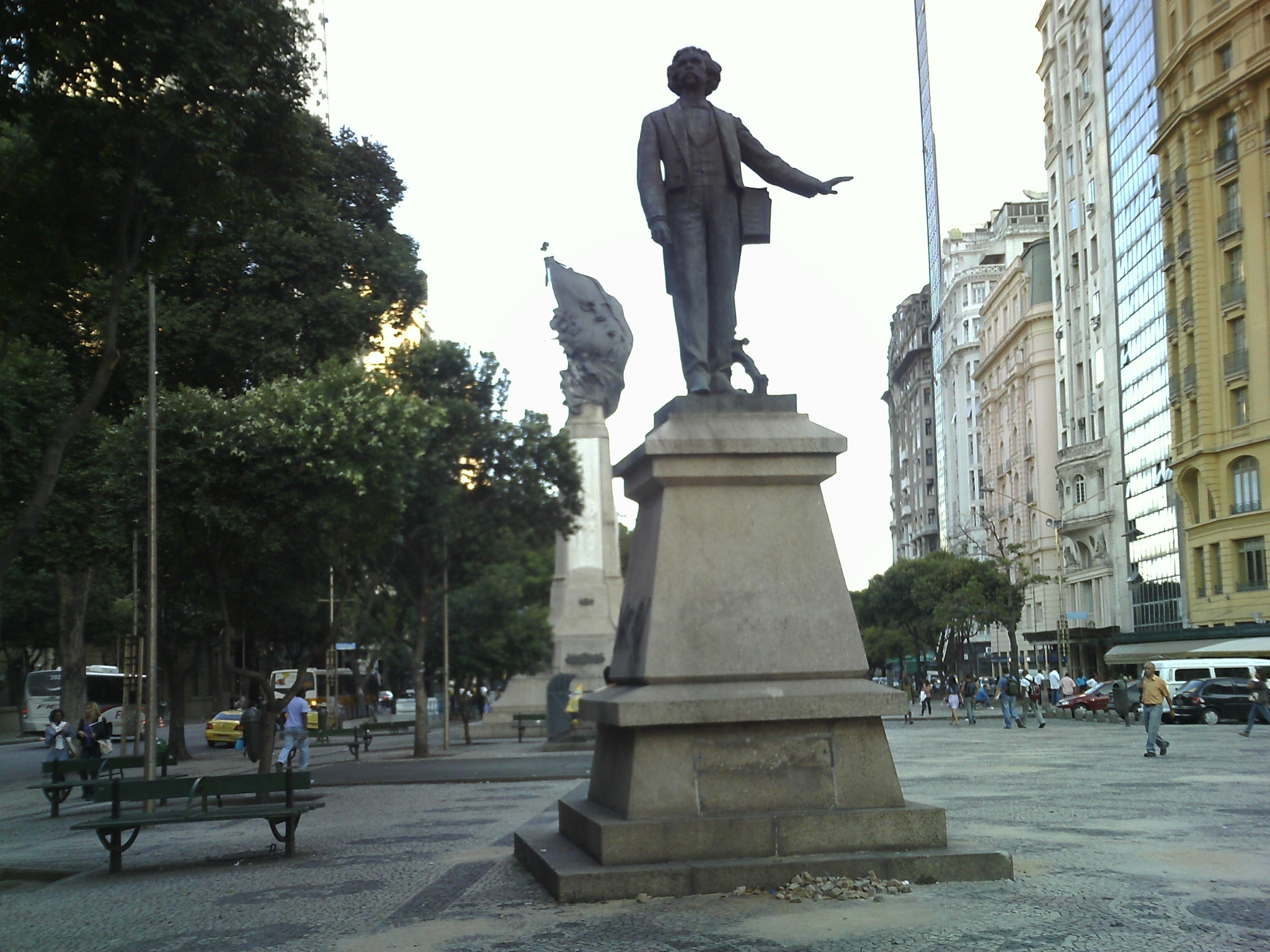
Пам'ятник К. Ґомесу

Навчався в Імператорській консерваторії Ріо-де-Жанейро, потім, з ініціативи імператора Педру II, був відправлений в Мілан, де став учнем Лауро Россі. У 1866 році успішно здав атестацію в консерваторії Мілана, отримавши звання «Маестро Композиції».
У наступні роки він жив і працював в Італії, з чим пов'язано те, що багато його опер виконувалися в провідних оперних театрах Європи.
Карлус Антоніу Ґомес одружився з піаністкою Аделіною Пері (Adelina Peri), з якою познайомився в Мілані.
У 1871 році Карлус Ґомес заснував в Ріо-де-Жанейро театр «Національна бразильська опера».
Великий успіх мала опера К. А. Ґомеса «Guarany», поставлена в театрі «La Scala» в Мілані (1870), в Санкт-Петербурзі (1878) і інших містах. Також він написав опери «Fosca», «Salvator Rosa» і бразильський народний гімн «Il saluto del Brasile».
Карлус Антоніу Ґомес помер в 1896 році в місті Белені.